# Филиппины на летних Олимпийских играх 1968
Филиппины принимали участие в Летних Олимпийских играх 1968 года в Мехико (Мексика) в десятый раз за свою историю, но не завоевали ни одной медали. Сборную страны представляло 49 спортсменов, в том числе 4 женщины.